# Bulaj

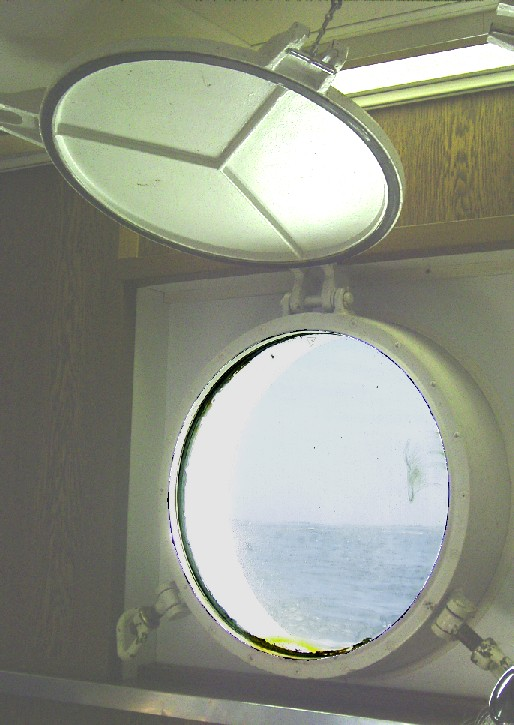
Bulaj z pokrywą sztormową

Bulaj (z ang. bull’s eye – oko byka) – rodzaj iluminatora na jachcie, statku lub innej jednostce pływającej. To małe, okrągłe okienko  umieszczone w burcie (często bardzo blisko linii wodnej) lub w ścianie (szocie) pokładówki lub nadbudówki. Bulaj może być otwierany lub stały. Powinien być nie tylko całkowicie wodoszczelny, ale także odporny mechanicznie na uderzenia nawet największych fal. Szkło bulaja, najczęściej przezroczyste, jest mocne a jego grubość może dochodzić do 30 mm. Bulaje są niewielkie, do 45 cm średnicy, osadzone w bardzo masywnych ramach. Te umieszczone bliżej wody mają dodatkowo możliwość szczelnego zamykania ich klapami (pokrywami sztormowymi, tzw. blindklapami) zakręcanymi na śruby, co stosuje się nie tylko w przypadku uszkodzenia szyby, ale także jako środek zapobiegawczy przed spodziewanymi silnymi sztormami.
Parapet wewnętrzny i odpowiedniki tradycyjnych szpalet przyokiennych znajdujących się przy bulaju nazywane są forboksem.